# Eclissi solare del 29 marzo 1903
L'eclissi solare del 29 marzo 1903 è un evento astronomico che ha avuto luogo il suddetto giorno attorno alle ore 01.35 UTC. L'eclissi, di tipo anulare, è stata visibile dalla Cina (ora Cina nordoccidentale, Mongolia e Cina nord-orientale), dalla Russia il 29 marzo (domenica) e dal Canada settentrionale il 28 marzo (sabato).
L'eclissi è durata 1 minuto e 53 secondi.

## Visibilità
All'alba del 29 marzo la regione del Xinjiang (Dinastia Qing) in Cina è stata la prima area ad essere interessata dall'eclissi anulare; in seguito la pseudo-ombra (antumbra) si è spostata a nord-est attraverso la Cina settentrionale e ha attraversato la Russia, la repubblica di Sacha (Jacuzia) oggi appartenente alla federazione russa ed ha raggiunto la massima espansione a sud-est. La pseudo-ombra è continuata a nord-est, è entrata nell'oceano Artico dal Mare della Siberia orientale, ha attraversato la linea di data internazionale e infine ha attraversato una parte dell'arcipelago artico canadese, terminando presso lo stretto di McClure vicino all'isola di Melville, in Canada, al tramonto del 28 marzo.
Oltre alla summenzionata eclissi anulare stretta, l'eclissi solare parziale è stata vista nella penombra lunare, tra cui in Asia orientale, Afghanistan orientale, Asia meridionale centrale e orientale, la penisola dell'Indocina, le isole malesi settentrionali e il centro della Russia. Ad est (ora la parte centro-orientale della Federazione Russa e la parte centro- orientale dell'Asia centrale), la parte nord- occidentale delle Isole della Micronesia, la Regione amministrativa speciale dell'Alaska (ora Alaska, Stati Uniti), il Canada occidentale e l'angolo nord-occidentale degli Stati Uniti. La parte ad ovest della linea di data internazionale ha visto un'eclissi solare il 29 marzo e la parte ad est di essa ha visto un'eclissi solare il 28 marzo